# Neomymar korsar
Neomymar korsar är en stekelart som beskrevs av Triapitsyn, Berezovskiy och Huber 2006. Neomymar korsar ingår i släktet Neomymar och familjen dvärgsteklar.
Artens utbredningsområde är Kuba. Inga underarter finns listade i Catalogue of Life.